# 아이마라인
아이마라인(아이마라어: aymara 듣기 (도움말·정보))은 남아메리카의 안데스산맥과 알티플라노고원 지역의 원주민이다. 볼리비아와 페루, 칠레, 아르헨티나 북서부에 걸쳐 약 2백만 명의 아이마라인이 살고 있다.
이들의 전통적 영토는 15세기 잉카 제국, 16세기 스페인 제국에 점령되었고, 아메리카 독립 이후 주로 페루와 볼리비아로 갈라졌다. 1879~1883년 남아메리카 태평양 전쟁 이후 칠레가 일부 아이마라인 영토를 합병했다. 볼리비아의 제65대 대통령 에보 모랄레스가 아이마라인 출신으로, 볼리비아 사상 최초의 원주민 대통령이었다.

## 같이 보기
- 킴사 차타
- 카타리주의
- 위팔라